# Hail Mary (Lied)
Hail Mary (englisch für „Ave Maria“) ist ein Lied des US-amerikanischen Rappers Tupac Shakur, das er unter seinem Pseudonym Makaveli zusammen mit den Outlawz und Prince Ital Joe aufnahm. Der Song erschien am 5. November 1996 auf seinem fünften Studioalbum The Don Killuminati: The 7 Day Theory und wurde am 11. Februar 1997 als dritte Single aus diesem veröffentlicht.

## Inhalt
| Liedteil   | Künstler                     |
| Intro      | Makaveli                     |
| Refrain    | Makaveli                     |
| 1. Strophe | Makaveli                     |
| 2. Strophe | Makaveli                     |
| 3. Strophe | Kastro                       |
| 4. Strophe | Young Noble                  |
| Bridge     | Kadafi                       |
| Outro      | Makaveli und Prince Ital Joe |

Hail Mary ist ein spirituelles Lied mit verschiedenen Referenzen an religiösen Glauben und Gott. Tupac Shakur rappt den Text aus der Perspektive des lyrischen Ichs und berichtet von einem harten Leben zwischen Drogen und Kriminalität. Viele seiner Weggefährten seien bereits im Gefängnis, doch er habe weder Angst vor dem Knast noch vor dem Tod und sein Leben liege quasi in Gottes Händen. Auch die Outlawz rappen über Kriminalität, Waffen, Drogen und den Glauben an Gott, der sie durch das Leben führe und keine Angst vor dem Tod aufkommen lasse. Im Outro ist zudem Prince Ital Joe zu hören, der an die Freiheit appelliert.

“Come with me!

Hail Mary, nigga, run quick, see

What do we have here now?

Do you wanna ride or die?

La, la-da-la-la-la-la-la”

## Produktion
Der Song wurde von dem US-amerikanischen Musikproduzenten Hurt-M-Badd produziert. Als Autoren fungierten Tupac Shakur sowie die Outlawz-Mitglieder Kastro und Young Noble.

## Musikvideo
Bei dem zu Hail Mary gedrehten Musikvideo führte Frank Sacramento Regie. Es verzeichnet auf YouTube über 20 Millionen Aufrufe (Stand: März 2024). Das Video zeigt einen Mann, der für die Taten anderer Gangmitglieder unschuldig im Gefängnis sitzt. Er vertraut sich einem Mitinsassen an, der erwidert, dass die Gerechtigkeit siegen werde. Daraufhin beginnt der Song und man sieht einen Grabstein mit der Inschrift „Makaveli 1971–1996“ im Regen. Währenddessen spielen die anderen drei Gangmitglieder in einer Villa ein Basketballspiel auf PlayStation. Es beginnt zu gewittern und Makavelis Geist steigt aus dem Grab empor um sich an den Männern zu rächen. Daraufhin werden die Kriminellen aus der Villa gelockt, wobei einer von einem Kronleuchter erschlagen wird, während ein anderer draußen von einem Auto überfahren wird und der dritte durch einen elektrischen Schlag im Pool getötet wird. Am Ende erhalten die Gefängnisinsassen eine Zeitung mit einem Artikel über die mysteriösen Tode der Gangmitglieder und freuen sich, dass die Gerechtigkeit gesiegt hat.

## Single

### Covergestaltung
Das Singlecover ist sepiafarben und zeigt eine Collage aus Fotos von Tupac Shakur. Dabei ist er teils in Schwarz gekleidet oder mit freiem Oberkörper und Kreuzkette zu sehen. Mittig im Bild befinden sich die Schriftzüge Hail Mary in Rot und Makaveli in Weiß.

### Titelliste
1. Hail Mary (Radio Edit) – feat. Outlawz & Prince Ital Joe – 4:38
2. Hail Mary (Album Version) – feat. Outlawz & Prince Ital Joe – 5:09
3. Life of an Outlaw – feat. Outlawz – 4:55
4. Hail Mary (Instrumental) – 5:05

### Chartplatzierungen
Hail Mary stieg am 14. Februar 1998 auf Platz 43 in die britischen Singlecharts ein und belegte in der folgenden Woche Rang 81, bevor es die Top 100 verließ.
| ChartsChartplatzierungen     | Höchstplatzierung | Wochen |
| ---------------------------- | ----------------- | ------ |
| Vereinigtes Königreich (OCC) | 43 (2 Wo.)        | 2      |

### Verkaufszahlen und Auszeichnungen
Der Song erhielt im Jahr 2021 im Vereinigten Königreich für mehr als 200.000 Verkäufe eine Silberne Schallplatte.

| Land/Region                  | Auszeichnungen für Musikverkäufe (Land/Region, Auszeichnung, Verkäufe) | Verkäufe |
| ---------------------------- | ---------------------------------------------------------------------- | -------- |
| Vereinigtes Königreich (BPI) | Silber                                                                 | 200.000  |
| Insgesamt                    | 1× Silber ·                                                            | 200.000  |

Hauptartikel: Tupac Shakur/Auszeichnungen für Musikverkäufe

## Remix
Im Jahr 2003 veröffentlichten die Rapper Eminem, 50 Cent und Busta Rhymes einen Remix des Songs als Disstrack gegen den Rapper Ja Rule. Das Lied ist auf dem Mixtape Invasion Part II: Conspiracy Theory von DJ Green Lantern enthalten.